# Сулковиці (Вадовицький повіт)
Сулковиці (пол. Sułkowice) — село в Польщі, у гміні Андрихув Вадовицького повіту Малопольського воєводства.
Населення — 5099 осіб (2011).

## Історія
У 1975-1998 роках село належало до Бельського воєводства, підпорядковувалося районній адміністрації у Вадовицях.

## Демографія
Демографічна структура станом на 31 березня 2011 року:
|          | Загалом | Допрацездатний вік | Працездатний вік | Постпрацездатний вік |
| -------- | ------- | ------------------ | ---------------- | -------------------- |
| Чоловіки | 2535    | 576                | 1742             | 217                  |
| Жінки    | 2564    | 554                | 1533             | 477                  |
| Разом    | 5099    | 1130               | 3275             | 694                  |